# Sea of Light
Sea of Light je 19. studiové album britské hard rockové skupiny Uriah Heep, vydané v roce 1995.

## Seznam skladeb
Všechny skladby napsal(i) Mick Box a Phil Lanzon, pokud není uvedeno jinak. 
| Pořadí | Název                         | Autor         | Délka |
| ------ | ----------------------------- | ------------- | ----- |
| 1.     | Against the Odds              |               | 6:12  |
| 2.     | Sweet Sugar                   | Trevor Bolder | 4:43  |
| 3.     | Time of Revelation            |               | 4:02  |
| 4.     | Mistress of All Time          | Lanzon        | 5:33  |
| 5.     | Universal Wheels              |               | 5:39  |
| 6.     | Fear of Falling               | Bolder        | 4:38  |
| 7.     | Spirit of Freedom             |               | 4:14  |
| 8.     | Logical Progression           |               | 6:12  |
| 9.     | Love in Silence               |               | 6:48  |
| 10.    | Words in the Distance         |               | 4:46  |
| 11.    | Fires of Hell (Your Only Son) | Bolder        | 3:56  |
| 12.    | Dream On                      | Bolder        | 4:26  |

## Sestava
- Bernie Shaw – zpěv
- Mick Box – kytara
- Trevor Bolder – baskytara, zpěv
- Phil Lanzon – klávesy, zpěv
- Lee Kerslake – bicí